# Теорема Бореля — Каратеодорі
У комплексному аналізі, теорема Бореля — Каратеодорі стверджує, що довільна голоморфна функція може бути обмеженою своєю дійсною частиною. Теорема є застосуванням принципа максимуму модуля. Названа на честь Еміля Бореля і Костянтина Каратеодорі.

## Твердження теореми
Нехай {\displaystyle f} — функція, що є гомоморфною на замкнутому крузі радіуса R з центром в початку координат. Припустимо, що r < R. Тоді виконується нерівність:
{\displaystyle \|f\|_{r}\leqslant {\frac {2r}{R-r}}\max _{|z|=R}\operatorname {Re} f(z)+{\frac {R+r}{R-r}}|f(0)|.}
Норма у лівій частині позначає максимум модуля f у замкнутому крузі:
{\displaystyle \|f\|_{r}=\max _{|z|\leqslant r}|f(z)|=\max _{|z|=r}|f(z)|}
(остання рівність випливає із принципу максимуму модуля).

## Доведення
Визначимо A як
{\displaystyle A=\max _{|z|\leqslant R}\operatorname {Re} f(z).}
Нехай спершу f(0) = 0. Оскільки Re f є гармонічною функцією, можна вважати A>0 і {\displaystyle A=\max _{|z|=R}\operatorname {Re} f(z).} f є відображенням у півплощину P зліва від прямої x=A. Для доведення знайдемо відображення півплощини в круг, застосуємо лему Шварца після чого отримаємо нерівність.
Відображення {\displaystyle w\mapsto w/A-1} переводить P у стандартну ліву півплощину. Відображення {\displaystyle w\mapsto R(w+1)/(w-1)} переводить стандартну ліву півплощину у круг радіуса R з центром у початку координат. Композиція цих відображень і є необхідним відображенням:
{\displaystyle w\mapsto {\frac {Rw}{w-2A}}.}
Згідно леми Шварца застосованої до композиції цього відображення і f, маємо
{\displaystyle {\frac {|Rf(z)|}{|f(z)-2A|}}\leqslant |z|.}
Якщо |z| ≤ r то
{\displaystyle R|f(z)|\leqslant r|f(z)-2A|\leqslant r|f(z)|+2Ar}
отож
{\displaystyle |f(z)|\leqslant {\frac {2Ar}{R-r}}},
що і треба було довести. 
В загальному випадку, попереднє можна застосувати до функції f(z)-f(0):
{\displaystyle {\begin{aligned}|f(z)|-|f(0)|&\leqslant |f(z)-f(0)|\leqslant {\frac {2r}{R-r}}\max _{|w|=R}\operatorname {Re} (f(w)-f(0))\\&\leqslant {\frac {2r}{R-r}}\left(\max _{|w|=R}\operatorname {Re} f(w)+|f(0)|\right),\end{aligned}}}
і після перестановок отримуємо необхідний результат.

## Узагальнення для похідних функції
Якщо в умовах теореми також додатково задати умову {\displaystyle \max _{|z|=R}\operatorname {Re} f(z)\geqslant 0}, то нерівності подібні до нерівностей у попередній теоремі задовольняють також похідні функції. А саме при цих умовах і при позначеннях як вище для всіх {\displaystyle n\in \mathbb {N} }:
{\displaystyle \|f^{(n)}\|_{r}=\max _{|z|=r}|f^{(n)}(z)|<{\frac {2^{n+2}n!R}{(R-r)^{n+1}}}\left(\max _{|z|=R}\operatorname {Re} f(z)+|f(0)|\right).}

### Доведення
Якщо {\displaystyle \max _{|z|=R}\operatorname {Re} f(z)\geqslant 0} то з нерівності Бореля — Каратеодорі одержуємо нерівність:
{\displaystyle \max _{|z|=r}|f(z)|\leqslant {\frac {R+r}{R-r}}\left(\max _{|z|=R}\operatorname {Re} f(z)+|f(0)|\right).}
Для всіх {\displaystyle z} для яких {\displaystyle |z|=r} згідно інтегральної формули Коші
{\displaystyle f^{(n)}(z)={\frac {n!}{2\pi i}}\oint _{|t-z|={\frac {R-r}{2}}}{\frac {f(t)dt}{(t-z)^{n+1}}}}.
Оскільки {\displaystyle |t|\leqslant |z|+|t-z|=r+{\frac {R-r}{2}}={\frac {R+r}{2}}} тому з першої нерівності у цьому доведенні:
{\displaystyle |f(t)|\leqslant \max _{|\tau |=(R+r)/2}|f(\tau )|\leqslant {\frac {R+{\frac {R+r}{2}}}{R-{\frac {R+r}{2}}}}\left(\max _{|\tau |=R}\operatorname {Re} f(\tau )+|f(0)|\right)\leqslant {\frac {4R}{R-r}}\left(\max _{|\tau |=R}\operatorname {Re} f(\tau )+|f(0)|\right).}
Тоді з виразу інтегральної формули Коші:
{\displaystyle |f^{(n)}(z)|<{\frac {n!}{((R-r)/2)^{n}}}{\frac {4R}{R-r}}\left(\max _{|\tau |=R}\operatorname {Re} f(\tau )+|f(0)|\right)={\frac {2^{n+2}n!R}{(R-r)^{n+1}}}\left(\max _{|\tau |=R}\operatorname {Re} f(\tau )+|f(0)|\right).}